# Patrice Anderson
Patrice Marie Anderson-Jankowski (* 22. November 1959 in Duluth) ist eine ehemalige US-amerikanische Biathletin.

## Karriere
Patrice Anderson gehörte dem Nordic Valley in Utah an. Ihre internationale Karriere umfasst wenige Jahre vor und nach dem Jahr 1990. Im Weltcup war sie spätestens seit der Saison 1987/88 aktiv. Bestes Resultat war hier in der Saison ein vierter Rang bei einem Einzel in Antholz. Mehrfach erreichte sie weitere Top-Ten-Resultate und platzierte sich immer wieder in den Punkten. Erstes internationales Großereignis wurden die Biathlon-Weltmeisterschaften 1989 in Feistritz an der Drau, bei denen sie 28. des Sprints und 22. des Einzels wurde. Ein Jahr später erreichte Anderson bei den aus Witterungsbedingungen nach dem Beginn aus Minsk an den Holmenkollen nach Oslo verlegten Weltmeisterschaften erneut den 33. Rang im Einzel, wurde 13. des Sprints und mit Joan Miller Smith und Anna Sonnerup als Startläuferin der Staffel Sechste. Im Mannschaftswettbewerb verpasste sie an der Seite von Nancy Bell-Johnstone, Smith und Sonnerup als Viertplatzierte nur um einen Rang eine Medaille. Nach dem Silbermedaillengewinn durch Josh Thompson 1987 und dem Gewinn der Bronzemedaille der Frauenstaffel bei der ersten Frauen-WM 1984 war es der größte internationale Erfolg für den US-Biathlonsport. 1991 wurde sie bei der Weltmeisterschaft in Lahti 16. des Sprints und 41. des Einzels. Im gleichen Jahr gewann sie bei den US-Meisterschaften den Titel über die Sprintdistanz. Höhepunkt der Karriere wurden die Olympischen Winterspiele 1992 in Albertville, bei denen erstmals auch Biathlon für Frauen auf dem Programm stand. Anderson kam hier im Einzel zum Einsatz und wurde 42. In der Saison 1992/93 konnte sie als 24. eines Einzels in Lillehammer nochmals in die Weltcup-Punkteränge laufen, verlor aber im Verlauf der Saison ihren Platz an jüngere, aufstrebende Athletinnen, die auch eine zweite Teilnahme an Olympischen Spielen 1994 in Lillehammer verhinderten und die Karriere beendeten.
Nach ihrer aktiven Karriere lernte Anderson den Beruf der Radiologie-Technikerin.

## Biathlon-Weltcup-Platzierungen
Die Tabelle zeigt alle Platzierungen (je nach Austragungsjahr einschließlich Olympische Spiele und Weltmeisterschaften).
- 1.–3. Platz: Anzahl der Podiumsplatzierungen
- Top 10: Anzahl der Platzierungen unter den ersten zehn (einschließlich Podium)
- Punkteränge: Anzahl der Platzierungen innerhalb der Punkteränge (einschließlich Podium und Top 10)
- Starts: Anzahl gelaufener Rennen in der jeweiligen Disziplin
- Staffel: inklusive Mixed-Staffel

| Platzierung                                                                                         | Einzel | Sprint | Verfolgung | Massenstart | Team | Staffel | Gesamt |
| --------------------------------------------------------------------------------------------------- | ------ | ------ | ---------- | ----------- | ---- | ------- | ------ |
| 1. Platz                                                                                            |        |        |            |             |      |         |        |
| 2. Platz                                                                                            |        |        |            |             |      |         |        |
| 3. Platz                                                                                            |        |        |            |             |      |         |        |
| Top 10                                                                                              | 2      | 1      |            |             | 1    | 1       | 5      |
| Punkteränge                                                                                         | 4      | 5      |            |             | 1    | 1       | 11     |
| Starts                                                                                              | 10     | 10     |            |             | 1    | 1       | 22     |
| Stand: Karriereende, Daten einschließlich Weltmeisterschaften und Olympischer Spiele nicht komplett |        |        |            |             |      |         |        |